# Dornier 228 LM

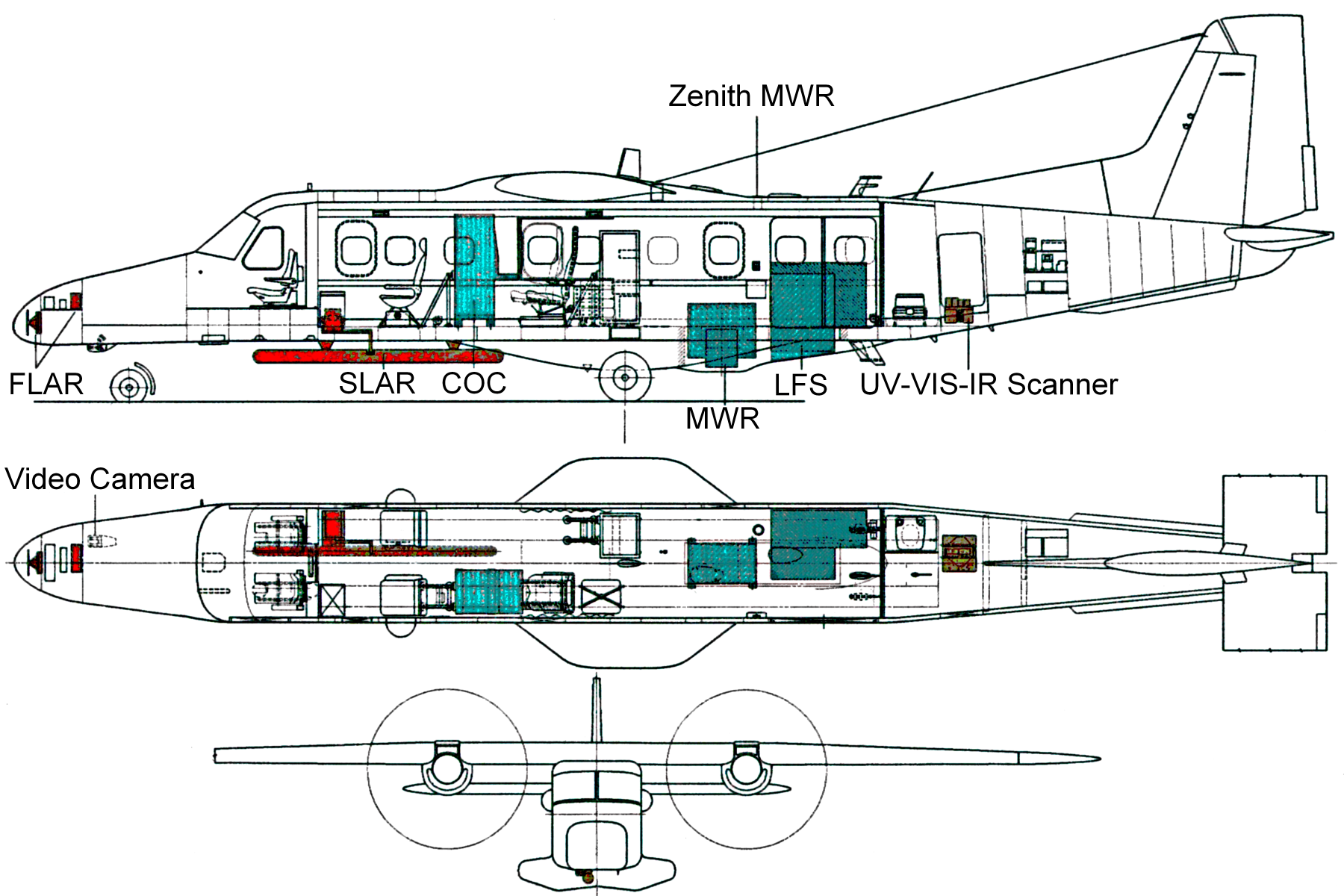
Messgeräte der Dornier 228 LM

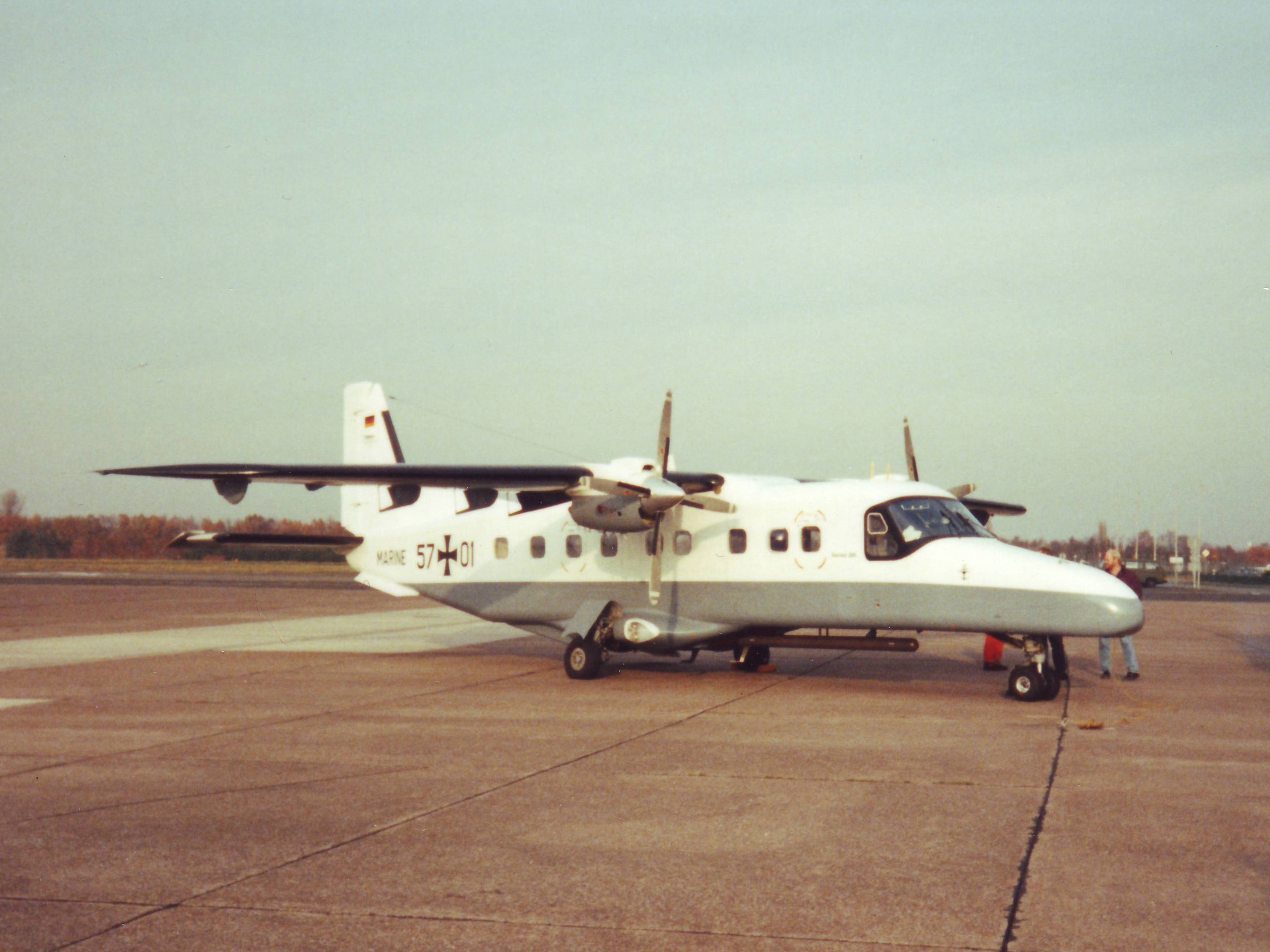
Ölüberwachungsflugzeug Dornier 228 LM, Bemalung bis 2007

Die Dornier 228 LM ist eine Sonderausrüstung der Dornier 228, eines zweimotorigen Turbopropflugzeugs des deutschen Herstellers Dornier. Hinter dem Kürzel Dornier 228 LM verbirgt sich das Luftüberwachungssystem aus zwei Dornier 228-Flugzeugen zur Erkennung von Meeresverschmutzungen, das vom Bundesverkehrsministerium ab 1990 beschafft wurde, um das umweltbelastende Ablassen von Altöl durch die Schifffahrt einzudämmen.

## Hintergrundinformation, Aufgabenstellung
Auf der Grundlage von internationalen Gesetzen (MARPOL-Abkommen) sollten die Flugzeuge deren Einhaltung im Hoheitsgebiet der Bundesrepublik Deutschland über der Nord- und Ostsee aus der Luft überwachen. Weitere Aufgabe war, bei unbeabsichtigtem Einleiten und Unfällen den Grad der Verschmutzung zu erkennen, zu verfolgen und die Ölbeseitigungsschiffe einzuweisen.
Nun lässt sich eine Ölverschmutzung auf See verhältnismäßig leicht und bei guter Sicht allein durch das Auge erkennen. Diese Schiffe ziehen je nach Verschmutzungsgrad einen mehr oder minder breiten schillernden Ölteppich hinter sich her. Ebenso zeigen sich anders entstandene Ölflecken in gleicher Weise auf dem Wasser.
Das MARPOL-Abkommen lässt den Schiffen aber eine geringe Menge technisch bedingten Ölverlustes (Schmierung der Schraubenlager) bei der Fahrt zu und das Deutsche Rechtssystem fordert zudem eine eindeutige Beweislage, um bei Überschreitungen und Verstößen tätig werden zu können. Es musste daher eine Fähigkeit geschaffen werden mit Hilfe von Sensoren aus der Luft die Menge und die Art des Öls zu bestimmen. Besonders war zu unterscheiden, ob der Ölteppich durch Schmieröl oder durch das auch weit verbreitete und verbotene Spülen der Tankerladeräume verursacht wurde.
Die Flugzeuge sollten somit umfangreiche und technologisch aufwändige Sensorsysteme erhalten, um neben der Ortung und Messung der Ausdehnung des Ölteppichs eine Identifizierung, Klassifizierung und Schichtdickenmessung des Öls auf und unmittelbar unter der Wasseroberfläche durchführen zu können. Die Ergebnisse sollten an Bord beweissicher aufgezeichnet, dokumentiert und per Datenlink an die Behörden am Boden und auf Schiffen (Wasserschutzpolizei) verzugslos weitergeleitet werden, um die Verursacher noch innerhalb der Gewässerhoheitszonen stellen zu können. Dieses bei allen Wetterverhältnissen, auch bei Bewölkung und nachts.
Diese umfangreiche Ausrüstung ist unter anderem durch das freiheitliche deutsche Rechtssystem bedingt. Im angelsächsischen Rechtssystem reicht eine einfache Anklage, es bürdet dann dem Beklagten den Unschuldsbeweis auf. So fliegen weitere Dornier 228 Flugzeuge in Ländern mit angelsächsischem Rechtssystem mit nur einer Minimalausrüstung zur Ölüberwachung. Hier reichen die Aussagen der Piloten und Beobachter an Bord aus, um die Festsetzung des Kapitäns und des Schiffes durchzuführen.
Federführender Auftraggeber für die Sonderausrüstung war das Bundesverkehrsministerium (BMVBS). Vier Flugzeuge des Typs Dornier 228 wurden vom Bundesministerium der Verteidigung für das Marinefliegergeschwader 3 „Graf Zeppelin“ (MFG 3) in Nordholz beschafft, zwei als Verbindungsflugzeuge (Zulauf 1996 und 1997) und zwei für die Ausrüstung mit den Ölüberwachungssensoren (Zulauf 1991 beim MFG 5 in Kiel und 1997 beim MFG 3 in Nordholz). Die beiden Ölaufklärer gehören dem Verkehrsministerium und werden von der Bundeswehr lediglich betrieben. Das MFG 3 übernahm auch den Betrieb und die Wartung/Inbetriebhaltung der Flugzeuge, stellt die Piloten und Operateure und führen bis heute die Flüge im Auftrag des BMVBS, bzw. der Wasser-/Küstenschutzbehörden durch.

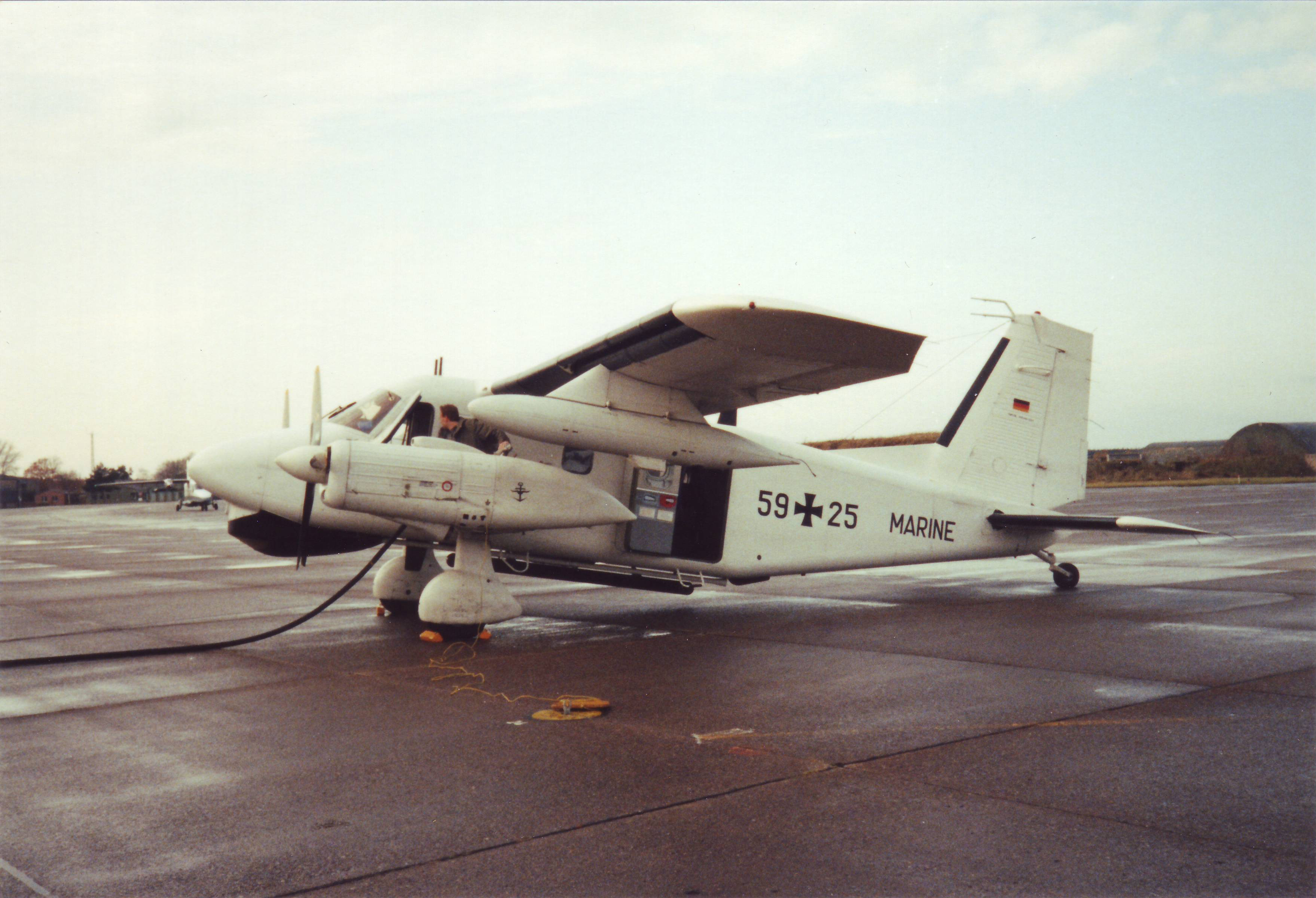
Ölüberwachungsflugzeug Dornier Do 28

Es muss vorausgeschickt werden, dass es bereits zwei Flugzeuge mit den Ölüberwachungssensoren SLAR und IR/UV beim MFG 5 innerhalb der etwa 100 Stück starken früheren Do 28-Flotte der Bundeswehr gab. Da die Do 28-Flotte ohne Ersatz durch die Marine ausgemustert wurde, wurden die Dornier 228 beschafft. Die Aufgabenstellung forderte zudem, dass die bewährten Teile der Ölüberwachungsausrüstung weitgehend in die neuen Flugzeuge übernommen werden sollten. Am Modell des Betriebes und der Aufgaben-/Kostenteilung sollte sich nichts ändern.
Die norddeutschen Küstenländer forderten eine adäquate Beteiligung der regionalen Industrie. Ferner hatte die Universität Oldenburg einen Laserfluorosensor zur Identifizierung, Klassifizierung und Schichtdickenmessung in Entwicklung, der ebenfalls zum Einsatz kommen sollte. Das Bundesministerium für Forschung und Technologie (BMFT) finanzierte die Entwicklung eines Mikrowellen-Radiometers (MWR) beim DLR in Oberpfaffenhofen zur Schichtdickenmessung, das als Laborsystem vorlag, und auftragsgemäß von Dornier industrialisiert zum Einbau kommen sollte.
Schließlich bildete sich folgende Arbeitsteilung aus:
- Dornier Luftfahrt GmbH:

Hauptauftragnehmer mit Lieferung der Flugzeuge, Entnahme der Ausrüstung aus Do 28 und Einrüstung der Systeme, Konstruktionsverantwortlicher für die Luftverkehrszulassung der Dornier 228 LM durch die Musterprüfstelle der BW (ML). Industrialisierung und Nachweis der Luftfahrtverträglichkeit des von der DLR entwickelten Mikrowellen-Radiometers.
- Krupp MAK Kiel:

Je ein Zentraler Operator-Platz (ZOP) als Auswerte- und Dokumentationssystem an Bord, beim MFG 5 und auf dem Mehrzweckschiff Mellum, das u. a. auch als Ölbekämpfungsschiff eingesetzt wird.
- Optimare – eine Ausgründung der Uni Oldenburg:

Lieferung des Laserfluorosensors zum Einbau durch die Dornier Luftfahrt GmbH in einer zweiten Phase Anfang 1993 und Erprobung im Sommer 1993.
- DLR Oberpfaffenhofen:

Lieferung des Entwicklungsmusters des MWR zur Industrialisierung durch die Dornier GmbH, Produktbereich Elektronik.
- MFG 5 Kiel:

Unterstützungsleistungen wie Betrieb des Flugzeuges bei der Erprobung und Funktionsnachweis der Sonderausrüstung.
- Sonderstelle des Bundes zur Bekämpfung von Meeresverschmutzung (SBÖ) in Cuxhaven:

Unterstützungsleistungen, unter anderem auch kontrolliertes Legen und Entfernen von Ölteppichen bei der Erprobung und Abnahme.
Da das ZOP-System von MAK nicht die Forderungen erfüllte, musste Dornier als haftender Hauptauftragnehmer in einer zwischengeschalteten Nachbesserungsphase ein neues System „Central Operator Console“ (COC) entwickeln und einrüsten.
Zusammengefasst sollte das System folgende Fähigkeiten aufweisen:
- Meeresverschmutzungen aus der Luft weiträumig auffinden
- Ausdehnung und Identität einer Verschmutzung ermitteln
- Die Herkunft einer Verschmutzung feststellen
- Mess- und Beobachtungsergebnisse durch Aufzeichnung dokumentieren und durch Datenlink weitergeben
- Wasserfahrzeuge aus der Luft einweisen

Die Bundesrepublik Deutschland hat mit diesem Überwachungssystem und viel Geld erfolgreich in die Bekämpfung der Umweltverschmutzung investiert. Seit es diese Flugzeuge gibt, sind Verstöße innerhalb der deutschen Hoheitsgewässer bedeutend seltener geworden. Die intensive Überwachung der deutschen Gewässer hat sich international herumgesprochen. Sie ist sehr effektiv und damit ein großer Erfolg.
Für die Dornier-Werke war es eine anspruchsvolle Aufgabe, nach der Ausrüstung der AWACS-Flugzeuge und KWS Breguet Atlantic wieder eine Sonderausrüstung durchzuführen. Die Komplexität stand aber den größeren nicht nach. Das Management der grundverschiedenen beteiligten Stellen und Lieferanten aus Industrie, Behörden, Universitäts- und Forschungsinstituten war schwierig. Für Dornier war es zudem eine erste Bewährungsprobe nach der Übernahme durch Daimler-Benz unter das Dach der DASA und die Zerlegung in mehrere Firmen. So gesehen war es relativ einfach, die Lackierung der Flugzeuge festzulegen. Die zivilen Ministerien/Behörden wollten nicht den Tarnanstrich der Militärs mit Oberseite grau und Unterseite weiß. Da das Flugzeug zur Abschreckung erkennbar sein sollte, wurde pragmatisch die Farbgebung umgekehrt.

## Sensoren und Ausrüstung an Bord

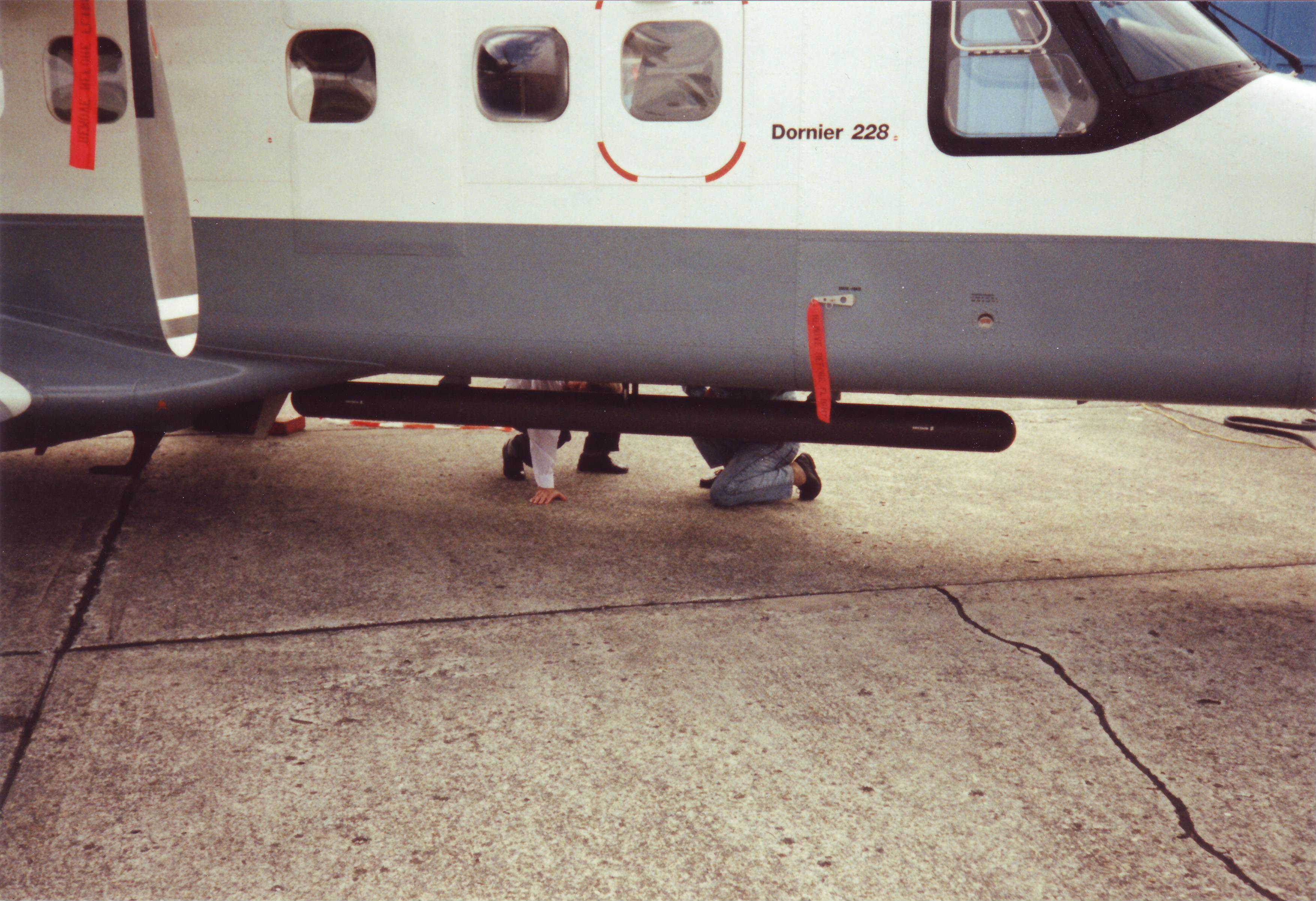
Slar Antenne an Dornier 228 LM

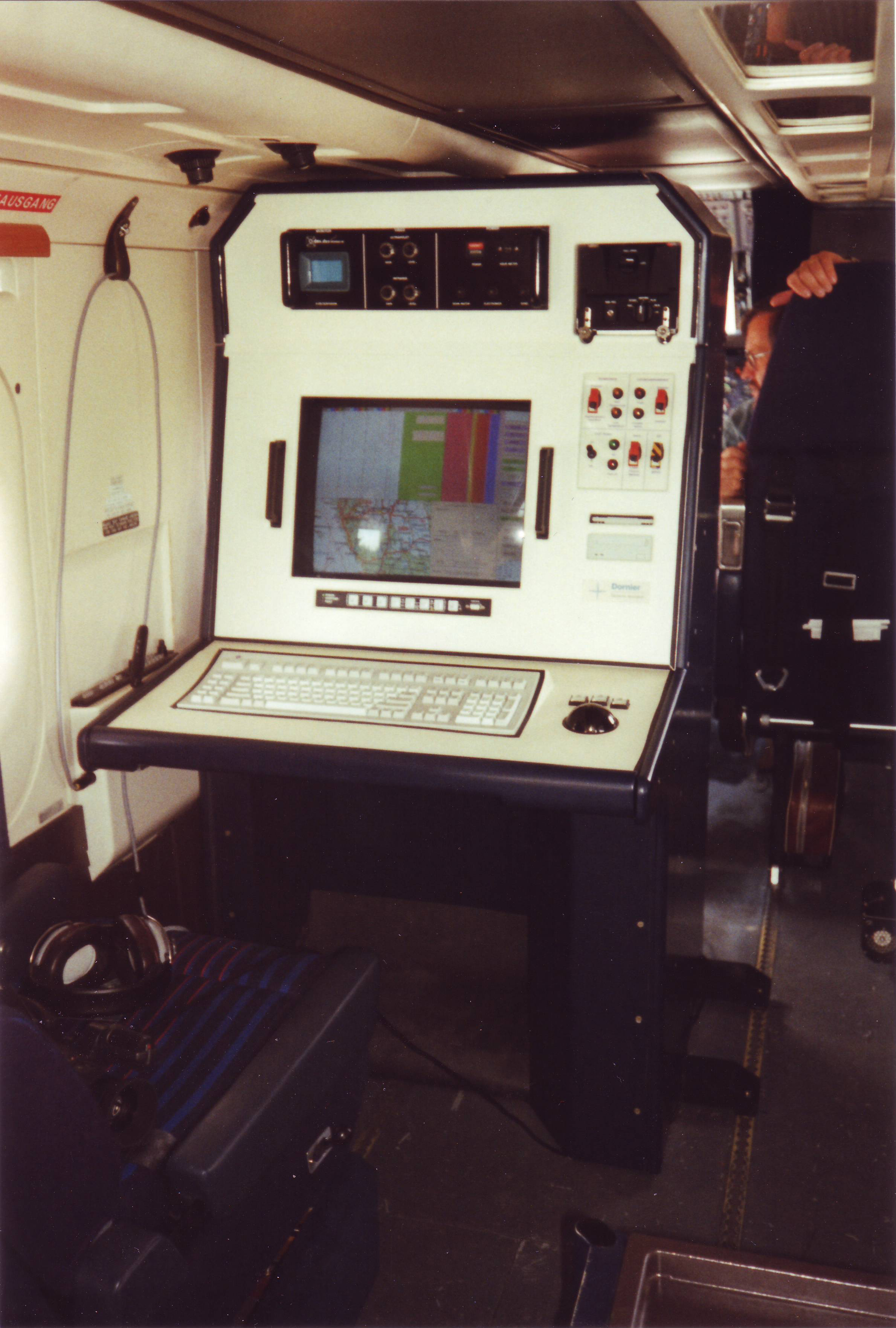
Operatoren Station in Dornier 228 LM

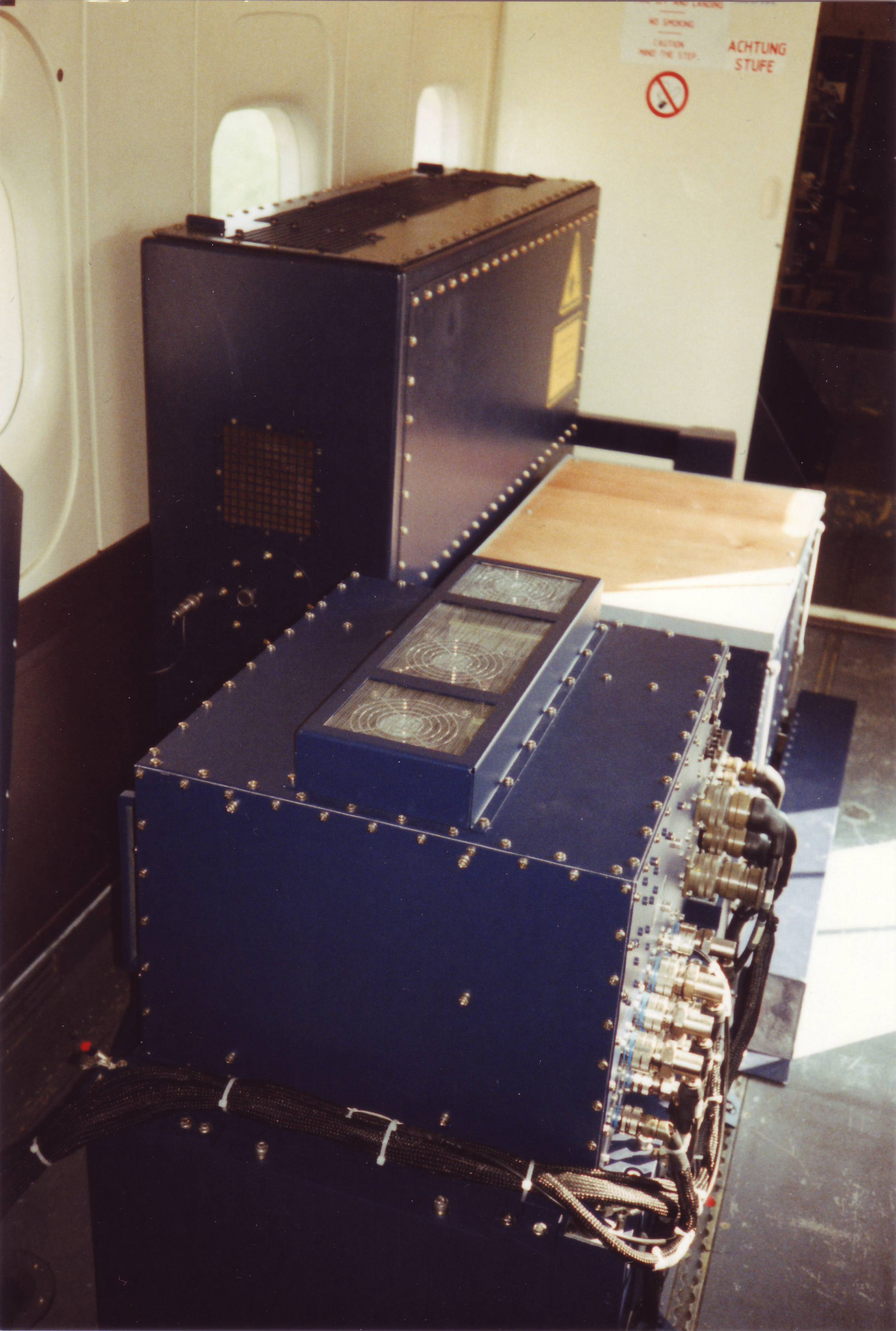
MWR und LFS in einer Dornier 228 LM

- Side Looking Airborne Radar (SLAR)

Weiträumige Aufklärung und Ortung von Oberflächenverschmutzungen, X-Band-Radar, Reichweite bis 25 Kilometer, detektieren von Ölfilmen bis unter 1/1000 Millimeter. Hersteller: Swedish Space Corporation (SSC), aus Do 28 entnommen.
- IR / UV Linescanner

Messung der Ausdehnung von Verschmutzungen, in Verbindung mit der Schichtdickenmessung kann die Menge bestimmt werden, Einsatzflughöhe 300–1000 Meter (1000–3000 ft). Hersteller: Daedalus / SSC, aus Do 28 entnommen.
- Operatorstation COC

Ergonomischer Bedien- und Arbeitsplatz, Steuerung aller Funktionen der Sonderausrüstung und Dokumentation / Annotation und Weitergabe der Ergebnisse, Workstation mit Grafikdarstellung und Datenspeicher- und verarbeitungssystem, Hardcopy Unit und Videorekorder. Hersteller: Dornier mit Unterlieferanten, unter anderem SUN, Sony.
- Data Down Link

Datenübertragung (Video) 3 MB/s, Reichweite > 10 Kilometer. Hersteller: Seitner GmbH. Seit 2005 außer Funktion.
- Video Kameras und Bild Kamera

Fest eingebaut und handheld zur Dokumentation / Lagebeurteilung, Sicherung des Schiffsnamens im Tiefflug S/W und Color, mit Nachtbildfähigkeit (LLLTV). Hersteller: Handelsüblich, unter anderem TEAC, Sony, NIKON.
- Mikrowellen-Radiometer (MWR)

Schichtdickenmessung auf der Oberfläche, in Verbindung mit der Ausdehnungsmessung kann die Menge bestimmt werden. Einsatzflughöhe 300–1000 Meter (1000–3000 ft). Hersteller: DLR / Dornier.
- Laserfluorosensor (LFS)

Identifizierung und Klassifizierung (Art) des Öls und auch anderer Verschmutzungen, sowie auch Schichtdickenmessungen bis unter der Wasseroberfläche. Einsatzflughöhe 300–1000 Meter (1000–3000 ft). Hersteller: Uni Oldenburg / Optimare
- Bodenauswertestation beim MFG 3

Aufgebaut auf Basis des COC an Bord des Flugzeuges, zur Beweissicherung.
- Bodenauswertestation auf dem Ölbekämpfungsschiff Mellum

Aufgebaut auf Basis des COC an Bord des Flugzeuges, zur Koordination der Bekämpfungsschiffe im Einsatzfall.
- Erweiterungen der Standard Ausrüstung des Flugzeuges:

- Enteisungsanlage
- Wetterradar
- GPS-Navigation, mit Schnittstelle zum COC
- Operatoren Sitz
- zwei optisch reine „Bubble Windows“ mit Beobachtersitzen
- Toilette

## Einsatzbetrieb der Flugzeuge
Bei den Flugzeugen handelt es sich um die Baureihe Dornier 228-212 mit einem erhöhten maximalen Abfluggewicht von 6.600 Kilogramm.
Ausgerüstet und mit drei Mann Besatzung (zwei Piloten und ein Operateur) ist die maximale Flugzeit der Dornier 228 LM 5,5 Stunden mit der üblichen Reserve von 10 Prozent. Hierbei ist angenommen, dass dabei ununterbrochen Messflüge in einem für Flugzeuge unwirtschaftlichen Höhenbereich von 300 bis 800 Metern stattfinden.
Die Piloten sind zur Ausführung ihres Auftrags bis zu 400 Stunden im Jahr in der Luft und zählen damit zu den Vielfliegern in der Bundeswehr.

### Modernisierung
Die eingesetzten Flugzeuge werden seit Ende 2010 modernisiert. Die ältere der beiden Maschinen (57+01) wurde durch die neue Version Dornier 228NG (57+05) ersetzt, während das jüngere Flugzeug (57+04) mit moderner Avionik (Glascockpit) und neu entwickelten Fünfblattpropellern nachgerüstet wird. Die Nachrüstung fand 2014/15 bei der Firma RUAG in Oberpfaffenhofen statt. Das modernisierte Flugzeug soll sich im Vergleich zum Vorgängermodell
durch bessere Leistungsdaten sowie einen effizienteren Betrieb auszeichnen.
Die Do-228 mit dem Kennzeichen 57+01 stand 2012 bei der VEBEG zur Versteigerung.

### Flugstunden

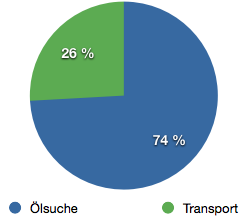
Aufteilung der Flugstunden der Do-228-Flotte

Von 1991 bis zum 15. Juli 2012 kumulierte die Do-228-Flotte 40.063 Flugstunden, davon entfielen 29.687 Stunden auf den Einsatz als Ölsuchflugzeug, die restlichen 10.367 Stunden waren Transport- und VIP-Flüge für die Marine.